# 拉巴尔姆莱格罗特
拉巴尔姆莱格罗特（法語：La Balme-les-Grottes，法語發音：[la balm le ɡʁɔt]）是法国伊泽尔省的一个市镇，位于该省北部，属于拉图尔迪潘区。

## 地理
拉巴尔姆莱格罗特（45°51'9"N, 5°20'12"E）面积14.61 平方千米，位于法国奥弗涅-罗讷-阿尔卑斯大区伊泽尔省，该省份为法国东南部内陆省份，北起顺时针与安省、萨瓦省、上阿尔卑斯省、德龙省、阿尔代什省、卢瓦尔省和罗讷省。
与拉巴尔姆莱格罗特接壤的市镇（或旧市镇、城区）包括：拉尼约、圣维尔巴、韦尔特里约、昂比河畔耶尔、帕尔米略、圣博迪耶德拉图尔。

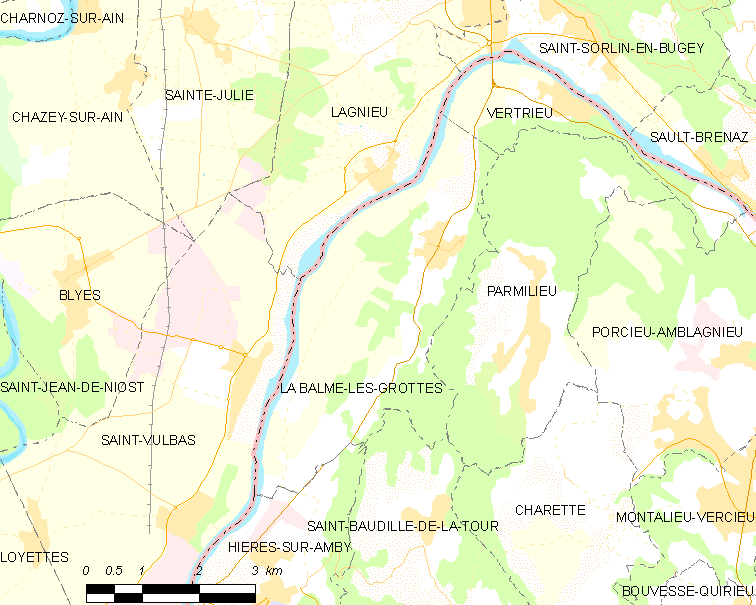
拉巴尔姆莱格罗特的OSM定位图

拉巴尔姆莱格罗特的时区为UTC+01:00、UTC+02:00（夏令时）。

## 行政
拉巴尔姆莱格罗特的邮政编码为38390，INSEE市镇编码为38026。

## 政治
拉巴尔姆莱格罗特所属的省级选区为莫雷斯泰勒县。

## 人口

1962-2008年间拉巴尔姆莱格罗特人口变化图示

拉巴尔姆莱格罗特于2022年1月1日时的人口数量为1157人。